# Espace de gyrovecteurs
Un  espace de gyrovecteurs (ou espace gyrovectoriel) est un outil mathématique développé par Abraham A. Ungar  au début des années 2000 pour l'étude de la géométrie hyperbolique, comme les espaces vectoriels sont utilisés en géométrie euclidienne ; l'« addition » des gyrovecteurs est basée sur la composition des célérités en relativité restreinte. 

## Définitions et calculs dans les espaces de gyrovecteurs

### Gyrogroupes

#### Axiomes
Un magma (G, {\displaystyle \oplus }) est un gyrogroupe si sa loi de composition satisfait les axiomes suivants :
1. G contient au moins un élément 0 appelé élément neutre à gauche, vérifiant 0{\displaystyle \oplus }a = a pour tout a ∈ G.
2. Pour tout a ∈ G , il existe un élément {\displaystyle \ominus }a de G, appelé un  inverse à gauche de a, tel que {\displaystyle \ominus }a{\displaystyle \oplus }a = 0.
3. Pour tout triplet a, b, c dans G, il existe un unique élément gyr[a, b]c  de G tel que a{\displaystyle \oplus }(b{\displaystyle \oplus }c) = (a{\displaystyle \oplus }b){\displaystyle \oplus }gyr[a, b]c (loi gyrassociative à gauche)
4. L'application gyr[a, b]:G → G donnée par c → gyr[a, b]c est un automorphisme du magma (G, {\displaystyle \oplus }). L'automorphisme gyr[a, b] est appelé le gyroautomorphisme de G engendré par  a et b.  L'opération gyr:G × G → Aut(G, {\displaystyle \oplus }) est appelée le gyrateur de G.
5. Le gyroautomorphisme gyr[a, b] a la propriété de boucle à gauche  gyr[a, b] = gyr[a{\displaystyle \oplus }b, b].

Un gyrogroupe possédant des inverses et un élément neutre, c'est un quasigroupe  et une boucle. Les gyrogroupes généralisent les groupes ; en particulier, tout groupe est un gyrogroupe pour lequel l'image du gyrateur est l'automorphisme identité.
Un exemple de gyrogroupe fini non trivial est donné dans l'article de Abraham Ungar sur l'application à la relativité restreinte.

#### Identités
Les identités suivantes sont valides dans tout gyrogroupe (G,{\displaystyle \oplus }):
1. {\displaystyle \mathrm {gyr} [\mathbf {u} ,\mathbf {v} ]\mathbf {w} =\ominus (\mathbf {u} \oplus \mathbf {v} )\oplus (\mathbf {u} \oplus (\mathbf {v} \oplus \mathbf {w} ))} (gyration)
2. {\displaystyle \mathbf {u} \oplus (\mathbf {v} \oplus \mathbf {w} )=(\mathbf {u} \oplus \mathbf {v} )\oplus \mathrm {gyr} [\mathbf {u} ,\mathbf {v} ]\mathbf {w} } (associativité à gauche)
3. {\displaystyle (\mathbf {u} \oplus \mathbf {v} )\oplus \mathbf {w} =\mathbf {u} \oplus (\mathbf {v} \oplus \mathrm {gyr} [\mathbf {v} ,\mathbf {u} ]\mathbf {w} )} (associativité à droite)

On a de plus la loi d'inversion suivante (motivant la définition de la gyrocommutativité donnée ci-dessous) :
1. {\displaystyle \ominus (\mathbf {u} \oplus \mathbf {v} )=\mathrm {gyr} [\mathbf {u} ,\mathbf {v} ](\ominus \mathbf {v} \ominus \mathbf {u} )} (loi d'inversion)

De nombreuses autres identités  existent, parmi lesquelles :
1. {\displaystyle \mathrm {gyr} [\mathbf {0} ,\mathbf {u} ]=\mathrm {gyr} [\mathbf {u} ,\mathbf {u} ]=\mathrm {gyr} [\ominus \mathbf {u} ,\mathbf {u} ]=I} (gyrations et élément neutre)
2. {\displaystyle \mathrm {gyr} ^{-1}[\mathbf {u} ,\mathbf {v} ]=\mathrm {gyr} [\mathbf {v} ,\mathbf {u} ]} (loi d'inversion des gyroautomorphismes)
3. {\displaystyle \mathrm {gyr} [\ominus \mathbf {u} ,\ominus \mathbf {v} ]=\mathrm {gyr} [\mathbf {u} ,\mathbf {v} ]} (symétrie)
4. {\displaystyle \mathrm {gyr} [\mathbf {u} ,\mathbf {v} ]=\mathrm {gyr} [\mathbf {u} ,\mathbf {v} \oplus \mathbf {u} ]} (propriété de boucle à droite)
5. {\displaystyle \mathrm {gyr} [\mathbf {u} ,\mathbf {v} ]=\mathrm {gyr} [\mathbf {u} \oplus \mathbf {v} ,\mathbf {v} ]} (propriété de boucle à gauche)

#### Gyrocommutativité
Un gyrogroupe (G,{\displaystyle \oplus }) est gyrocommutatif si on a la relation a {\displaystyle \oplus } b = gyr[a, b](b {\displaystyle \oplus } a). Cette formule (concernant l'addition des vitesses relativistes) fut publiée en 1914 par Ludwik Silberstein,.

#### Coaddition
Dans tout gyrogroupe, on peut définir une seconde opération appelée la coaddition : a{\displaystyle \boxplus } b = a{\displaystyle \oplus } gyr[a,{\displaystyle \ominus }b]b (pour tous a, b  ∈  G). La coaddition est commutative si l'addition du gyrogroupe est gyrocommutative.

### Espaces de gyrovecteurs
Un espace de gyrovecteurs est un ensemble  {\displaystyle U} muni de deux lois  : une « addition » {\displaystyle \oplus } faisant de {\displaystyle (U,\oplus )} un gyrogroupe et une multiplication scalaire {\displaystyle \otimes } (application de {\displaystyle \mathbb {R} \times U} dans {\displaystyle U}) vérifiant les propriétés suivantes (analogues à celles des espaces vectoriels, à l'exception de la distributivité sur la gyraddition) :
| (r1 + r2) {\displaystyle \otimes } v = r1 {\displaystyle \otimes } v {\displaystyle \oplus } r2 {\displaystyle \otimes } v | Distributivité scalaire |
| (r1r2) {\displaystyle \otimes } v = r1 {\displaystyle \otimes } (r2 {\displaystyle \otimes } v) | Associativité scalaire  |
| r {\displaystyle \otimes }(r1 {\displaystyle \otimes } a {\displaystyle \oplus } r2 {\displaystyle \otimes } a) = r {\displaystyle \otimes }(r1 {\displaystyle \otimes } a) {\displaystyle \oplus } r {\displaystyle \otimes }(r2 {\displaystyle \otimes } a) | Monodistributivité      |
| n {\displaystyle \otimes } v = v {\displaystyle \oplus } ... {\displaystyle \oplus } v | 1 est unité             |

Dans la plupart des applications pratiques, comme ci-dessous, on choisit un sous-ensemble {\displaystyle U\subset V} d'un espace préhilbertien (réel) {\displaystyle (V,+,.)}, 

## Exemples d'espaces de gyrovecteurs

### Modèle de Beltrami–Klein et addition d'Einstein
Les vitesses relativistes peuvent être considérées comme des points du modèle de Klein de la géométrie hyperbolique ;  la loi de composition des vecteurs est donnée par la formule de composition des vitesses relativistes (en) (pour pouvoir généraliser cette formule en dimension n, on l'exprime à l'aide du produit scalaire et non du produit vectoriel). 
En général,  la loi de composition (dite loi d'addition d'Einstein) entre {\displaystyle \mathbf {u} } et {\displaystyle \mathbf {v} } est donnée par :
{\displaystyle \mathbf {u} \oplus _{E}\mathbf {v} ={\frac {1}{1+{\frac {\mathbf {u} \cdot \mathbf {v} }{c^{2}}}}}\left\{\mathbf {u} +{\frac {1}{\gamma _{\mathbf {u} }}}\mathbf {v} +{\frac {1}{c^{2}}}{\frac {\gamma _{\mathbf {u} }}{1+\gamma _{\mathbf {u} }}}(\mathbf {u} \cdot \mathbf {v} )\mathbf {u} \right\}}
où  {\displaystyle \gamma _{\mathbf {u} }} est le « facteur gamma » : {\displaystyle \gamma _{\mathbf {u} }={\frac {1}{\sqrt {1-{\frac {|\mathbf {u} |^{2}}{c^{2}}}}}}} (c étant la vitesse de la lumière, qu'on prend souvent égale à 1 pour simplifier les équations)
Utilisant les coordonnées (et en dimension 3), on obtient:
{\displaystyle {\begin{pmatrix}w_{1}\\w_{2}\\w_{3}\\\end{pmatrix}}={\frac {1}{1+{\frac {u_{1}v_{1}+u_{2}v_{2}+u_{3}v_{3}}{c^{2}}}}}\left\{\left[1+{\frac {1}{c^{2}}}{\frac {\gamma _{\mathbf {u} }}{1+\gamma _{\mathbf {u} }}}(u_{1}v_{1}+u_{2}v_{2}+u_{3}v_{3})\right]{\begin{pmatrix}u_{1}\\u_{2}\\u_{3}\\\end{pmatrix}}+{\frac {1}{\gamma _{\mathbf {u} }}}{\begin{pmatrix}v_{1}\\v_{2}\\v_{3}\\\end{pmatrix}}\right\}}
avec {\displaystyle \gamma _{\mathbf {u} }={\frac {1}{\sqrt {1-{\frac {u_{1}^{2}+u_{2}^{2}+u_{3}^{2}}{c^{2}}}}}}}.
Cette loi n'est commutative et associative que si {\displaystyle \mathbf {u} } et {\displaystyle \mathbf {v} } sont colinéaires.  En fait
{\displaystyle \mathbf {u} \oplus \mathbf {v} =\mathrm {gyr} [\mathbf {u} ,\mathbf {v} ](\mathbf {v} \oplus \mathbf {u} )}
et 
{\displaystyle \mathbf {u} \oplus (\mathbf {v} \oplus \mathbf {w} )=(\mathbf {u} \oplus \mathbf {v} )\oplus \mathrm {gyr} [\mathbf {u} ,\mathbf {v} ]\mathbf {w} }
où « gyr » est la représentation mathématique de la précession de Thomas, un opérateur appelé gyration de Thomas donné par {\displaystyle \mathrm {gyr} [\mathbf {u} ,\mathbf {v} ]\mathbf {w} =\ominus (\mathbf {u} \oplus \mathbf {v} )\oplus (\mathbf {u} \oplus (\mathbf {v} \oplus \mathbf {w} ))} (pour tout w) ；dans le modèle de Klein, la gyration de Thomas est proportionnelle au défaut d'un triangle hyperbolique (en) (c'est-à-dire à la différence entre π et la somme des angles de ce triangle).

#### Espaces de gyrovecteurs d'Einstein
Soit s une constante positive, (V,+,.) un espace préhilbertien (réel), et soit Vs={v  ∈  V :|v| < s}.  Un espace de gyrovecteurs d'Einstein (Vs, {\displaystyle \oplus }, {\displaystyle \otimes }) est un gyrogroupe (Vs, {\displaystyle \oplus }) ( {\displaystyle \oplus } étant l'addition d'Einstein) munie d'une multiplication scalaire donnée par r{\displaystyle \otimes }v = s tanh(r tanh−1(|v|/s))v/|v|, où r est un réel quelconque, v  ∈ Vs, v ≠ 0 et r {\displaystyle \otimes } 0 = 0 ; on note v {\displaystyle \otimes } r = r {\displaystyle \otimes } v ; la fonction tanh est la fonction tangente hyperbolique.
Cette multiplication scalaire n'est pas distributive sur l'addition d'Einstein (sauf dans le cas de gyrovecteurs colinéaires), mais possède les autres propriétés des espaces vectoriels, faisant bien de cette structure un espace de gyrovecteurs.

### Modèle de Poincaré et addition de Möbius
Les transformations de Möbius du disque unité du plan complexe peuvent se mettre sous la forme polaire  {\displaystyle z\to {e^{i\theta }}{\frac {a+z}{1+a{\bar {z}}}}={e^{i\theta }}{(a\oplus _{M}{z})}}  (en utilisant l'addition de Möbius définie par {\displaystyle {a\oplus _{M}{z}}={\frac {a+z}{1+a{\bar {z}}}}})
Interprétant les nombres complexes comme des vecteurs  de {\displaystyle \mathbf {\mathrm {R} } ^{2}}, et prenant s > 0 quelconque (s=1 dans le cas du disque unité) , on peut réécrire l'addition de Möbius sous forme vectorielle : 
{\displaystyle \mathbf {u} \oplus _{M}\mathbf {v} ={\frac {(1+{\frac {2}{s^{2}}}\mathbf {u} \cdot \mathbf {v} +{\frac {1}{s^{2}}}|\mathbf {v} |^{2})\mathbf {u} +(1-{\frac {1}{s^{2}}}|\mathbf {u} |^{2})\mathbf {v} }{1+{\frac {2}{s^{2}}}\mathbf {u} \cdot \mathbf {v} +{\frac {1}{s^{4}}}|\mathbf {u} |^{2}|\mathbf {v} |^{2}}}}
Ceci correspond à une loi de gyrogroupe (appelé gyrogroupe de Möbius) dans le modèle de Poincaré du plan hyperbolique (l'ensemble des vecteurs v tels que  |v| < s), et se généralise en dimension quelconque. 

#### Espaces de gyrovecteurs de Möbius
Comme précédemment,  soit s une constante positive, (V,+,.) un espace préhilbertien (réel), et soit Vs={v  ∈  V :|v| < s}.  Un espace de gyrovecteurs de Möbius (Vs, {\displaystyle \oplus _{M}}, {\displaystyle \otimes }) est un  gyrogroupe de Möbius (Vs, {\displaystyle \oplus _{M}}) muni d'une multiplication scalaire définie comme précédemment par r {\displaystyle \otimes }v = s tanh(r tanh−1(|v|/s))v/|v|.

### Le modèle des vitesses propres
La composition des  vitesses propres  en relativité restreinte peut se réécrire sous forme vectorielle,, par
{\displaystyle \mathbf {u} \oplus _{U}\mathbf {v} =\mathbf {u} +\mathbf {v} +\left\{{\frac {\beta _{\mathbf {u} }}{1+\beta _{\mathbf {u} }}}{\frac {\mathbf {u} \cdot \mathbf {v} }{c^{2}}}+{\frac {1-\beta _{\mathbf {v} }}{\beta _{\mathbf {v} }}}\right\}\mathbf {u} }, avec {\displaystyle \beta _{\mathbf {w} }={\frac {1}{\sqrt {1+{\frac {|\mathbf {w} |^{2}}{c^{2}}}}}}}(contrairement à d'autres modèles de géométrie hyperbolique, il n'y a pas de restrictions sur les vecteurs).
Un espace de gyrovecteurs de vitesses propres, défini comme précédemment sur un espace préhilbertien V, a {\displaystyle \oplus _{U}} comme loi de gyrogroupe et  r {\displaystyle \otimes }v = s sinh(r sinh−1(|v|/s))v/|v| comme multipliction scalaire , où sinh est la fonction sinus hyperbolique.

### Isomorphismes
Un isomorphisme entre espaces de gyrovecteurs  est une bijection respectant  la gyraddition, la multiplication et le produit scalaire (autrement dit, on a {\displaystyle f(\mathbf {u} \oplus _{E}\mathbf {v} )=f(\mathbf {u} )\oplus _{F}f(\mathbf {v} )}, {\displaystyle f(r\otimes _{E}\mathbf {u} )=r\otimes _{F}f(\mathbf {u} )} et {\displaystyle \mathbf {u} \cdot \mathbf {v} =f(\mathbf {u} )\cdot f(\mathbf {v} )}).
Les trois types d'espaces qu'on vient de définir sont isomorphes : notant M, E et U respectivement les espaces de gyrovecteurs de Möbius, Einstein, et de vitesses propres, et vm, ve  et vu leurs vecteurs génériques, les isomorphismes sont donnés par
| E{\displaystyle \rightarrow }U : {\displaystyle f(\mathbf {v} _{e})=\gamma _{\mathbf {v} _{e}}\mathbf {v} _{e}}                                       |
| U{\displaystyle \rightarrow }E : {\displaystyle f(\mathbf {v} _{u})=\beta _{\mathbf {v} _{u}}\mathbf {v} _{u}}                                        |
| E{\displaystyle \rightarrow }M : {\displaystyle f(\mathbf {v} _{e})={\frac {1}{2}}\otimes _{E}\mathbf {v} _{e}}                                       |
| M{\displaystyle \rightarrow }E : {\displaystyle f(\mathbf {v} _{m})=2\otimes _{M}\mathbf {v} _{m}}                                                    |
| M{\displaystyle \rightarrow }U : {\displaystyle f(\mathbf {v} _{m})=2{{{\gamma }^{2}}_{\mathbf {v} _{m}}}\mathbf {v} _{m}}                            |
| U{\displaystyle \rightarrow }M : {\displaystyle f(\mathbf {v} _{u})={\frac {\beta _{\mathbf {v} _{u}}}{1+\beta _{\mathbf {v} _{u}}}}\mathbf {v} _{u}} |

Cette table montre que la relation entre  {\displaystyle \oplus _{E}} et {\displaystyle \oplus _{M}} est donnée par les équations {\displaystyle \mathbf {u} \oplus _{E}\mathbf {v} =2\otimes \left({{\frac {1}{2}}\otimes \mathbf {u} \oplus _{M}{\frac {1}{2}}\otimes \mathbf {v} }\right)}et {\displaystyle \mathbf {u} \oplus _{M}\mathbf {v} ={\frac {1}{2}}\otimes \left({2\otimes \mathbf {u} \oplus _{E}2\otimes \mathbf {v} }\right)}, ce qui est lié à la relation entre transformations de Möbius et transformations de Lorentz.

## Applications

### Gyrotrigonométrie
La gyrotrigonométrie utilise les gyrogroupes pour obtenir pour les triangles hyperboliques des identités formellement proche des relations classiques dans les triangles euclidiens, et n'utilisant pas les fonctions hyperboliques, mais les fonctions circulaires usuelles.

#### Barycentres
Les coordonnées barycentriques (exprimées sous forme trigonométrique) s'appliquent également aux triangles hyperboliques ; utilisant la gyrotrigonométrie, les formules coïncident, si l'on ne simplifie pas certaines expressions qui utilisent la somme des angles du triangle,,.

#### Construction de l'espace hyperbolique
La coaddition permet de définir un calcul sur les gyrovecteurs, s'identifiant formellement à la loi du parallélogramme, ce qui met en relation gyrovecteurs et quadrilatères hyperboliques ; il devient alors possible de reconstruire un espace de gyrovecteurs à partir d'un espace hyperbolique, et réciproquement de définir la géométrie hyperbolique à partir de gyrovecteurs.

### Vecteurs de Bloch
Les vecteurs de la sphère de Bloch peuvent être étudiés à l'aide des additions d'Einstein ou de Möbius,.